# United Australia Party
De United Australia Party (UAP) is een Australische politieke partij die van 1931 tot 1945 bestond. Het was een voortzetting van de Nationalist Party of Australia en een voorloper van de Liberal Party of Australia.

## Geschiedenis
De UAP werd in 1931 gevormd door dissidenten van de Labor-partij en de Nationalist Party of Australia. Onder beide groepen was er veel onvrede over het beleid van de Labor-regering van James Scullin. Zij vonden dat zijn regering niet voldoende opgewassen was tegen de Grote Depressie. Een groep onder leiding van Joseph Lyons verlieten de partij en vormden samen met de eerder uitgetreden voormalig premier Billy Hughes de Australian Party. Kort daarna gingen zij samen met de Nationalisten op in de UAP. Lyons trad aan als nieuwe leider, hoewel de voormalige Labor-politici een minderheid waren in de partij.
De nieuwe partij dwong de regering van Scullin in november 1931 tot aftreden. De daaropvolgende verkiezingen werden gewonnen door de UAP, terwijl Labor vermorzeld werd. De UAP kwam een paar zetels tekort voor een meerderheid, maar wist deze met steun van de Country Party te verkrijgen. Lyons trad aan als nieuwe premier. Zijn regering profiteerde politiek gezien van het wereldwijde herstel van de economie na 1932.
De UAP stond voor een voorzichtige politiek richting de toenemende dreiging van Japan en Duitsland. Een uitzondering was voormalig premier Hughes die in 1935 een omstreden boek genaamd Australia and the War Today publiceerde, met als hoofdonderwerp dat Australië niet goed was voorbereid op een eventuele oorlog. Het boek viel slecht bij de partijleiding en Hughes werd uit de partij gezet.
Een aantal maanden voor het uitbreken van de Tweede Wereldoorlog overleed Lyons. Hij werd opgevolgd door Robert Menzies. Australië verklaarde Duitsland op 3 september 1939, in navolging van Groot-Brittannië en Frankrijk, de oorlog na de inval in Polen. Australië was tegelijkertijd kwetsbaar vanwege de Japanse dreiging uit het noorden. Als premier slaagde Menzies er niet goed in om het volk te mobiliseren. Hij kwam voor velen niet geloofwaardig over omdat hij zelf nooit dienst had genomen. Nog schadelijker voor zijn imago was zijn bezoek aan Duitsland. Met een klein verschil won hij nog wel de parlementsverkiezingen van 1940. Met steun van een aantal onafhankelijke parlementsleden behield zijn regering de meerderheid. De Labor-partij onder leiding van John Curtin weigerde het aanbod om een oorlogskabinet te vormen.
Vanaf januari 1941 bracht Menzies vier maanden door in Groot-Brittannië om de oorlogstrategie met Menzies en andere Gemenebest-leiders te bespreken. Na terugkeer in eigen land ontdekte de premier dat hij nauwelijks steun meer had in zijn eigen partij. In augustus 1942 werd hij opgevolgd door partijgenoot Arthur Fadden. De regering van Fadden werd later dat jaar bij de verkiezingen verslagen door de Labor-partij en belandde in de oppositie.
De UAP kon niet wennen aan haar nieuwe rol in de oppositie. Bij de parlementsverkiezingen van 1943 hield zij nog maar 12 zetels over. Na de verkiezingen keerde Menzies terug als partijleider. Deze vond de UAP niet langer levensvatbaar en stond aan de basis van de oprichting van een nieuwe partij. Op 31 augustus ging de UAP op in de Liberal Party of Australia, met Menzies aan het hoofd.

## Partijleiders
- Joseph Lyons 1931–1939
- Robert Menzies 1939–1941
- Billy Hughes 1941–1943
- Robert Menzies 1943–1945

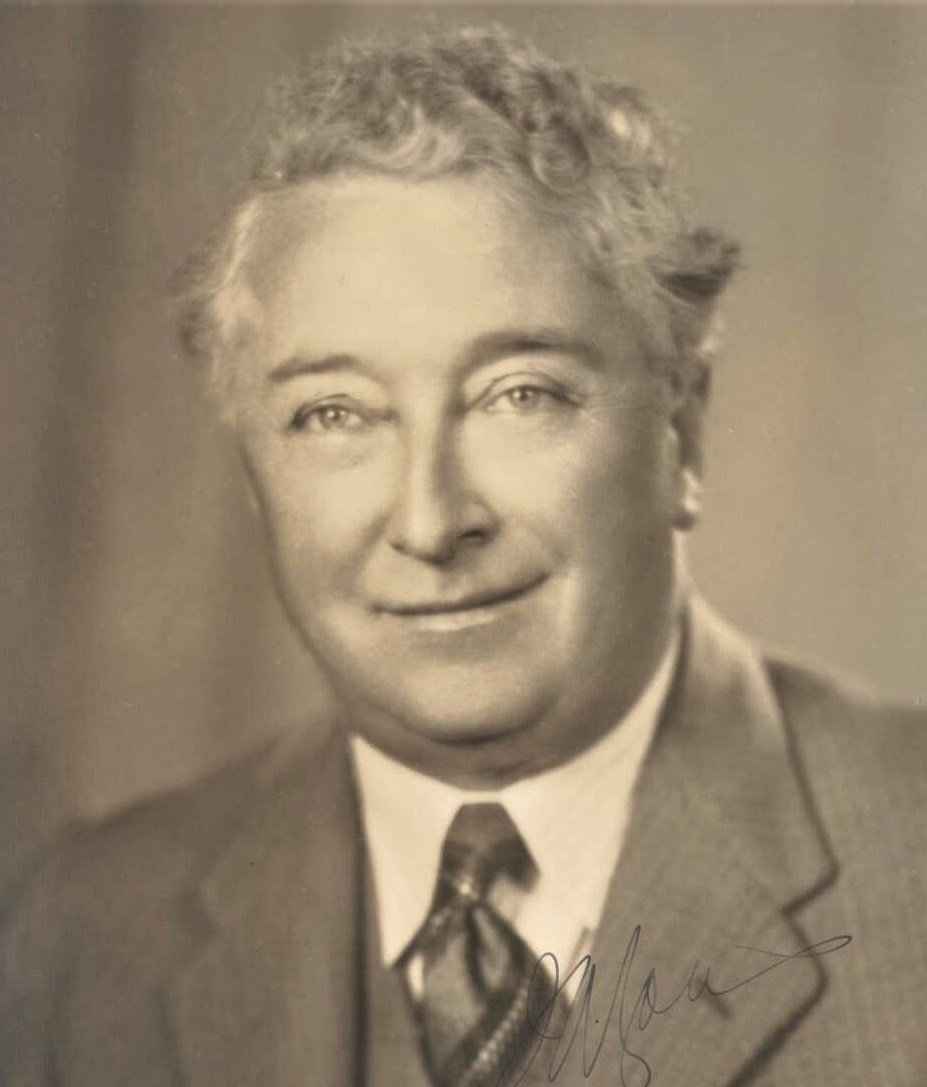
Joseph Lyons
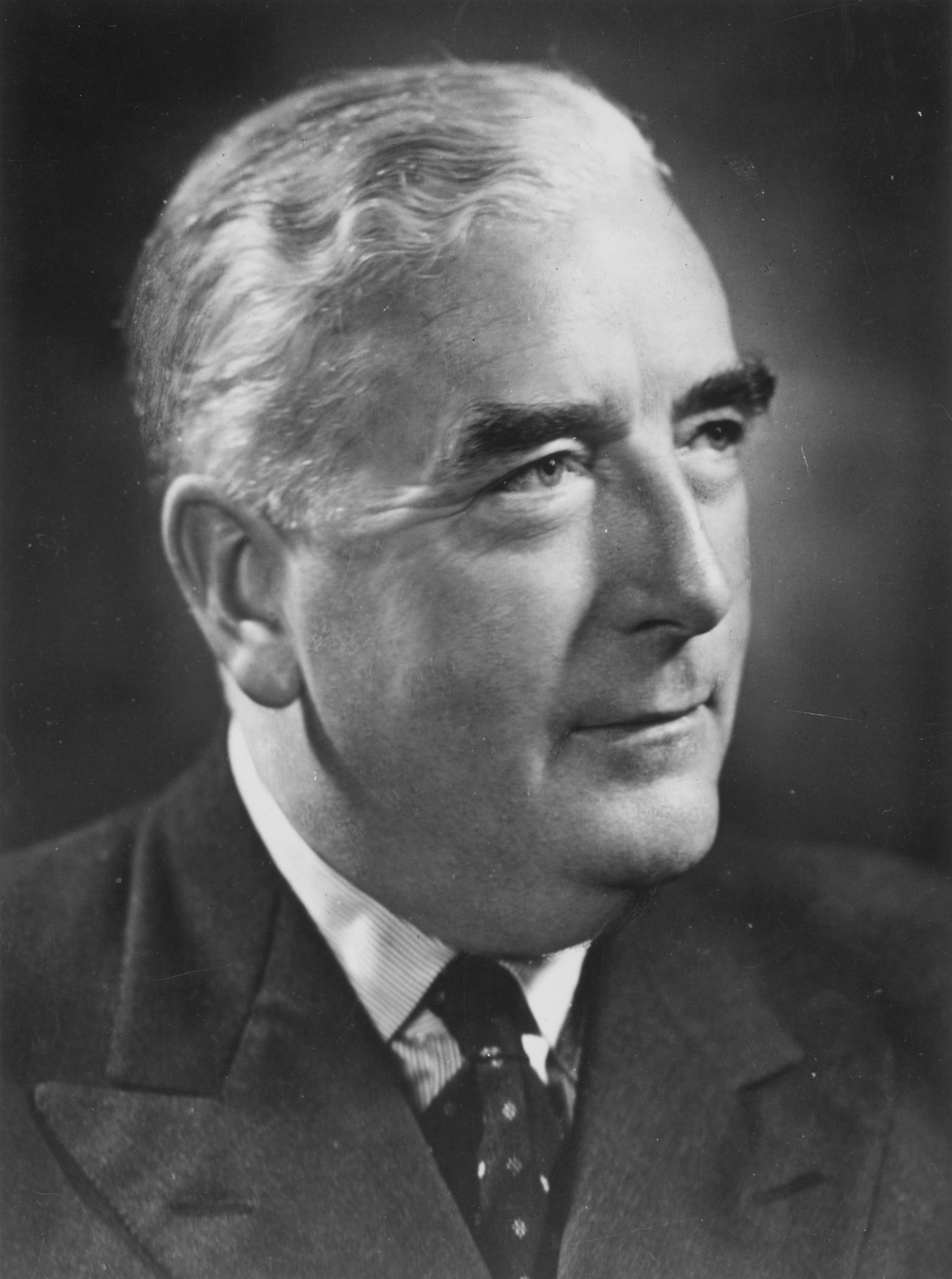
Robert Menzies
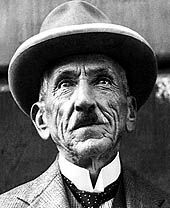
Billy Hughes